# Eritreischer Nakfa
Der Nakfa (Tigrinya ናቅፋ, arabisch نقفة) ist die Währung von Eritrea. Ein Nakfa ist in 100 Cent eingeteilt. Der Nakfa wurde am 8. November 1997 eingeführt und ersetzte die bis dahin gültige äthiopische Währung Äthiopischer Birr. Er ist im Verhältnis 1 USD = 15 ERN an den US-Dollar gebunden, indes nicht frei konvertibel. Deshalb besteht in Eritrea ein Schwarzmarkt, auf dem bis zu doppelt so viele ERN für konvertible, ausländische Währungen geboten werden wie beim offiziellen Umtausch. Die Währung ist benannt nach der norderitreischen Stadt Nakfa, die im Eritreischen Unabhängigkeitskrieg eine herausragende Rolle spielte. Münzen gibt es in Stückelungen zu 1 (faktisch nicht mehr im Umlauf), 5, 10, 25, 50 und 100 Cents (= 1 Nakfa), Banknoten zu 1, 5, 10, 20, 50 und 100 Nakfa.